# Mack Ray Edwards
Mack Ray Edwards (17 de octubre de 1918 - 30 de octubre de 1971) fue un asesino en serie y abusador sexual de niños estadounidense. Asesinó al menos a seis niños en el condado de Los Ángeles, California, entre 1953 y 1970.

## Biografía
Mack Ray Edwards nació en Arkansas. Se mudó al condado de Los Ángeles en 1941. Trabajaba en las autopistas como operador de maquinaria pesada contratado por el Departamento de Transporte de California. El cuerpo de una de sus víctimas fue encontrado debajo de la Santa Ana Freeway, y afirmó haberse deshecho de otra de sus víctimas debajo de la Ventura Freeway.
Edwards mató a tres niños entre 1953 y 1956, y luego tres más en 1968 y 1969. En 1970, Edwards y un cómplice adolescente secuestraron a tres niñas de su casa en Sylmar. Cuando las niñas escaparon, Edwards se entregó a la policía y confesó haber acosado y asesinado a seis niños.
Tras la recuperación de tres cuerpos, Edwards se declaró culpable de tres cargos de asesinato y fue condenado a muerte.
El 30 de octubre de 1971, luego de dos intentos fallidos, Edwards logró suicidarse, ahorcándose con un cable de televisión en su celda en la Prisión Estatal de San Quintín.

## Víctimas

### Víctimas conocidas
Edwards fue condenado por asesinar a tres niños:
- Stella Darlene Nolan, de 8 años, de Compton, California, quien desapareció el 20 de junio de 1953;
- Gary Rochet, de 16 años, de Granada Hills, California, quien fue encontrado el 26 de noviembre de 1968, luego de haber sido asesinado a tiros;
- Donald Allen Todd, de 13 años, de Pacoima, California, quien desapareció el 16 de mayo de 1969.

Edwards confesó otros tres asesinatos, aunque no se le acusó de esos, debido a que no se recuperaron los cuerpos:
- Donald Lee Baker, de 15 años, y Brenda Jo Howell, de 12 años, de Azusa California, quienes desaparecieron juntos el 6 de agosto de 1956. Brenda Jo Howell era la hermana de la esposa de Edwards.
- Roger Dale Madison, de 15 años, de Sylmar, California, que desapareció el 16 de diciembre de 1968.[5]

### Posibles víctimas
Es posible que Edwards haya cometido más asesinatos, pero su propio testimonio fue incoherente. Mientras estaba en prisión, afirmaba haber matado a 18 niños, pero en una entrevista con Los Angeles Times dijo que solo habían sido seis. El intervalo de doce años entre las desapariciones de Baker y Howell y el asesinato de Rochet hizo que los investigadores sospecharan que Edwards pudo haber cometido crímenes similares durante ese tiempo.
En marzo de 2007, el Departamento de Policía de Los Ángeles se encontraba investigando la posibilidad de que Edwards estuviera implicado en la desaparición de Thomas Eldon Bowman, de 8 años, de Redondo Beach, California, quien desapareció en Pasadena, California, el 23 de marzo de 1957. El autor G. Weston DeWalt estaba estudiando la desaparición de Bowman cuando se percató de la similitud entre una foto de Edwards y un boceto del secuestrador de Bowman. A DeWalt le fue mostrado más tarde una carta que Edwards le había escrito a su esposa, en la que decía que "omitió" a Thomas Bowman de su confesión a la policía.
También se considera a Edwards como sospechoso en la desaparición de Bruce Kremen, de Granada Hills, y de Karen Lynn Tompkins y Dorothy Gale Brown, de Torrance, California. Kremen, de 6 años, desapareció de un campamento de la YMCA en el Bosque Nacional Ángeles el 12 de julio de 1960. Tompkins, de 11 años, desapareció el 18 de agosto de 1961. Dorothy Gale Brown, de 11 años, desapareció el 3 de julio de 1962; su cuerpo fue recuperado del océano en Corona del Mar, Newport Beach, y tenía señales de haber sido abusada y ahogada.
El 15 de junio de 2011, el Departamento de Policía de Santa Bárbara anunció sus planes de registrar el área cercana a un paso elevado de la autopista de Goleta que estaba siendo renovada, en busca de los restos de Ramona Price, una niña de 7 años que desapareció en agosto de 1961. La policía no anunció en ese momento cuáles pruebas les hacían creer que los restos de Price estaban enterrados ahí, pero las noticias locales sugerían una posible relación con Edwards. El 16 de junio de 2011, los medios de comunicación locales informaron que cuatro equipos de perros de búsqueda y rescate habían alertado sobre la misma "área de interés" en el lugar, pero que no se había tomado una decisión sobre la conveniencia de realizar más excavaciones. Los noticieros indicaban que los comentarios hechos por Edwards acerca de otras víctimas, junto con el hecho de que él trabajaba en Goleta en el tiempo de la desaparición de Price, sugerían una relación.